# Hahnenbrunnen (Wachenheimer Bach)
Koordinaten: 49° 25′ 43,5″ N, 8° 7′ 26,7″ O
Der Hahnenbrunnen ist ein gefasste Quelle im Pfälzerwald.

## Lage
Der Hahnenbrunnen befindet sich innerhalb der Haardt, wie der Ostrand des Pfälzerwald genannt wird, am westlichen Ausgang des Wachenheimer Tals. Er liegt auf der Waldgemarkung der Stadt Wachenheim an der Weinstraße, deren Siedlungsgebiet rund vier Kilometer entfernt ist. Sein Wasser fließt bereits kurze Zeit später von links in den Wachenheimer Bach. Westlich der Quelle erstrecken sich der Plankenberg (532 m) und nordöstlich der Rindskehler Kopf (463 m).

## Beschaffenheit
Die Brunnenanlage ist in eine Mauer eingebettet und zeigt am Wasseraustritt das Relief eines Auerhahns sowie unmittelbar darunter das von Eicheln.

## Geschichte
Die Quelle wurde 1909 gefasst und die Brunnenanlage 1952 von der Ortsgruppe Wachenheim des Pfälzerwald-Verein hergerichtet. Vier Jahre später wurde anlässlich des 50-jährigen Jubiläums besagter Ortsgruppe in unmittelbarer Nähe ein Tisch aus Sandstein aufgestellt. 2017 wurde die Brunnananlage von letzterer saniert.

## Tourismus
An der Brunnenanlage führt ein Wanderweg vorbei, der mit einem weiß-blauen Balken gekennzeichnet ist und von Battenberg bis nach Wörth am Rhein führt.

## Infrastruktur
Der Brunnen liegt unmittelbar an der  Kreisstraße 16, die von Lindenberg nach Wachenheim an der Weinstraße führt. Etwas weiter nordwestlich liegt das Oppauer Haus. Rund drei Kilometer weiter südwestlich befindet sich der Kurpfalz-Park.